# Мустафаев, Рефат Шемсединович
Рефа́т Шемседи́нович Мустафа́ев (крымскотат. Refat Şemsedin oğlu Mustafayev; 1911, Мраморное, Симферопольский район — 1984, Андижан) — советский государственный и партийный деятель, секретарь Крымского обкома ВКП(б), партизан, участник Великой Отечественной войны.

## Биография
Родился в 1911 году в деревне Биюк-Янкой Таврической губернии, по национальности крымский татарин.
В октябре 1933 года призывался на срочную службу в РККА.
Вступил в РКСМ, продвигался по партийной линии, был избран делегатом XVIII съезда ВКП(б) в марте 1939 года, в 1940 году стал один из секретарей Крымского обкома ВКП(б). После начала Великой Отечественной войны призван в Красную армию как политработник. Присвоено звание батальонного комиссара.

### В партизанах Крыма
В партизанском движении Крыма зимой 1942—1943 года создалось критическое положение. Фронт отступил к Волге и Кавказу, снабжение по воздуху сократилось до минимума. В 1942 году на Большую землю по воздуху был эвакуирован целый ряд руководителей во главе с А. В. Мокроусовым, много партизан первого призыва осени 1941 годы погибли. Партизанское движение в Крымских горах было обезглавлено, в то время как Крымский обком находился в Краснодаре, а потом в Сочи, как и Южный штаб партизанского движения. В этот период ситуация в Крыму с руководством была взята под контроль центральными партийными органами. Решением секретаря ЦК ВКП(б) Г. М. Маленкова из действующей армии был отозван довоенный секретарь Крымского обкома ВКП(б) Рефат Мустафаев, его направили в крымский лес с полномочиями секретаря подпольного обкома. Первый секретарь Крымского обкома В. С. Булатов с теми же полномочиями в это же время направил в лес ещё одного партийного работника — П. Р. Ямпольского. Вместе с Н. Д. Луговым, бывшим до войны секретарем Зуйского райкома, который находился в партизанах с октября 1941 они вновь, вторично, сформировали Крымский подпольный обком ВКП(б), который подчинялся находившемуся в Сочи Крымскому обкому (В. С. Булатов).
По мере продвижения фронта на запад изменились настроения населения, выросла поддержка партизан со стороны крымских татар, участились случаи перехода к партизанам участников отрядов самообороны с оружием. К тому времени, кроме партийной должности, Рефат Мустафаев также стал комиссаром Восточного соединения партизан Крыма (командир В. С. Кузнецов), сформированного в январе-феврале 1944 года, которое включало 2 и 3 партизанские бригады. Оно действовало в лесах между Карасубазаром, Старым Крымом и Судаком.
При освобождении Крыма весной 1944 партизаны Восточного соединения наносили удары по отступающим частям врага. 13 апреля 1944 войска 227-й стрелковой дивизии, 257-го отдельного танкового полка и бойцы 3-й бригады Восточного партизанского соединения освободили Старый Крым.
Службу продолжил в 33-й армии. Был переаттестован в майора.

## Награды
Рефат Мустафаев представлялся к Ордену Ленина, ордену Красного Знамени, однако в связи с депортацией крымских татар все представления отложили. В 1943 году награждён медалью «Партизану Отечественной войны» I степени. В 1945 медалью «За победу над Германией в Великой Отечественной войне 1941—1945 гг.».
После прохождения проверок был направлен в места проживания депортированных в Среднюю Азию. Умер в 1984 году в городе Андижан Узбекской ССР.